# Ziggy Stardust (sång)
Ziggy Stardust är en låt av David Bowie som finns med på hans album The Rise and Fall of Ziggy Stardust and the Spiders from Mars som gavs den 6 juni 1972 och är även B-sida till The Jean Genie som gavs ut den 24 november 1972. Sången rankades på #277 plats när Rolling Stone skulle ranka de 500 bästa låtarna genom tiderna.

## Andra artister
- Gruppen Bauhaus gjorde en cover på låten.
- Nina Hagen sjöng låten live flera gånger 1980.